# جورج خضر
المتروبوليت جورج خضر (المتروبوليت جاورجيوس) (ولد عام 1923 في طرابلس، لبنان) المطران السابق لجبيل والبترون للروم الأرثوذكس.
قلّده البطريرك يوحنا العاشر في العام 2018 وسام القديسين بطرس وبولس من رتبة كومندور كبير (وسام الكرسي الأنطاكي الأعلى) تقديراً للجهود الكبيرة التي بذلها في خدمة الأبرشية، إثر تقديم المطران جورج كتاب الاستعفاء من مسؤولياته والاستقالة من مهامه كمتروبوليت للأبرشية.
...

## حياته
ولد في طرابلس، ومنها انطلق إلى رحاب اللاهوت والفلسفة. امتهن الحوار، فجعله أسلوب عيش وتلاقٍ. ميتروبوليت جبل لبنان للروم الأرثوذكس منذ عام 1970. قرّبه فهمه العميق للدين واللاهوت من فكرة الشعراء عن الله والوجود.
يتقن إلى جانب اللغة العربية، الفرنسية والانكليزية واليونانية والروسية والألمانية.

## الدرجات الإكليريكية والخبرات الرعائية والمهنية
- أحد مؤسسي حركة الشبيبة الأرثوذكسية في بطريركية أنطاكية، 11 آذار 1942
- انتخب أمينًا عامًا لحركة الشبيبة الأرثوذكسية عدة مرات حتى سنة 1970
- محام بالاستئناف لغاية 1947
- مدير مجلة النور 1948-1970
- رُسم كاهنًا 19 كانون الأول 1954
- خدم رعية ميناء طرابلس 1955-1970
- عضو لجنة إيمان ونظام في مجلس الكنائس العالمي 1963-1969
- أستاذ الحضارة العربية في الجامعة اللبنانية 1965-1970
- انتخب مطرانًا لأبرشية جبيل والبترون وما يليهما 15 شباط 1970 حتى استقالته 3 آذار 2018
- مسؤولاً عن اللجنة المجمعية للعلاقات الخارجية في بطريركية أنطاكية حتى سنة 2007
- رئيس اللجنة اللاهوتية في مجلس كنائس الشرق الأوسط 1976-1982
- أستاذ اللاهوت الرعائي والإسلاميات في معهد القديس يوحنا الدمشقي اللاهوتي في البلمند 1978-1993
- عضو اللجنة المشتركة العالمية للحوار اللاهوتي بين الكنيستين الكاثوليكية والأرثوذكسية 1980-2007
- عضو لجنة الإيمان والوحدة في مجلس كنائس الشرق الأوسط منذ 1984 ورئيسها منذ 1992
- عضو مجلس أمناء جامعة البلمند
- رئيس مجلس إدارة الأكاديمية اللبنانية للفنون الجميلة
- رئيس مجلس إدارة صندوق التعاضد الأرثوذكسي
- رئيس البيت اللبناني-الروسي
- مثّل كنيسته في عدة لقاءات عالمية
- تعاطى الحوار الإسلامي المسيحي في لبنان والخارج.

## المؤهلات العلمية
- اجازة المحفل الأدبي الخطابي العربي من المعهد العلمي الفرنسي في طرابلس، حزيران 1939
- مجاز في الحقوق من جامعة القديس يوسف سنة 1944
- مجاز في اللاهوت من معهد القديس سرجيوس للاهوت الأرثوذكسي في باريس، سنة 1952، حيث كتب أطروحة باللغة الفرنسية بعنوان «فكرة شعب الله في العهد القديم».
- دكتوراه شرف من معهد القديس فلاديمير اللاهوتي الأرثوذكسي في نيويورك، سنة 1968.
- دكتوراه شرف من كلية اللاهوت البروتستنتية في باريس، سنة 1988.
- دكتوراه شرف من معهد القديس سرجيوس للاهوت الأرثوذكسي في باريس، 22 حزيران 2007، حيث كتب أطروحة باللغة الفرنسية بعنوان «طبيعة الإسلام».

## مؤلفاته
- في سبيل النهضة الأرثوذكسية: شرح مبادئ حركة الشبيبة الأرثوذكسية، بيروت، منشورات النور، 1950
- أنطاكية الجديدة، بيروت، منشورات النور، 1969
- الصوم، بيروت، منشورات النور، 1971
- فلسطين المستعادة، بيروت، منشورات النور، 1972
- الكنيسة في العالم: آراء مسيحية في التزام شؤون الأرض، بيروت، منشورات النور 1973
- هل الدين أفيون الشعوب، بيروت، منشورات النور، 1975
- كلمات إنجيلية، بيروت، منشورات النور، 1975
- تأملات في تجسد الكلمة، بيروت، منشورات النور، 1976
- ثماني كلمات في الرعاية، بيروت، منشورات النور، 1977
- الأيقونة، بيروت، دار النهار، 1978
- الرجاء في زمن الحرب، بيروت، دار النهار 1978
- لو حكيت مسرى الطفولة، بيروت، دار النهار، 1979
- الرؤية الأرثوذكسية لله والإنسان، بيروت، منشورات النور، 1982
- الأرثوذكسية في الكراسي الشرقية (1860-1960)، بيروت، منشورات النور، 1982
- حديث الأحد، 4 أجزاء، بيروت، منشورات النور، 1985
- الحركة: ضياء ودعوة، بيروت، منشورات النور، 1992
- في غمرة الفصح (مجموعة عظات)، مطرانية اللاذقية للروم الأرثوذكس، 1992
- مواقف أحد، بيروت، دار النهار، 1992
- في بركات الصوم (مجموعة عظات)، مطرانية اللاذقية للروم الأرثوذكس، 1993
- عري المسيح، دار كيكاجون، بوزيه، إيطاليا، 1996 (بالايطالية).
- لبنانيات، بيروت، دار النهار، 1997
- Et si je disais les chemins de l’enfance, Cerf, Paris, 1997
- الروح والعروس 3 أجزاء (أهل بيت الله، سنة الرب المقبولة، عائلة الله في نسكها وروحانيتها)، منشورات مطرانية جبيل والبترون وما يليهما للروم الأرثوذكس، برمانا، 1999
- أفكار وآراء في الحوار المسيحي الإسلامي والعيش المشترك (2)، منشورات المكتبة البوليسية، لبنان، 2000
- مطارح سجود جزئين، دار النهار، بيروت، 2001
- سفر في وجوه، دار النهار، بيروت، 2001
- الحياة الجديدة، دار النهار، بيروت، 2001
- لو حكيت مسرى الطفولة، الطبعة الثانية، دار النهار، بيروت، 2001
- L’appel de l’esprit: Eglise et société, Cerf&Le Sel de la Terre, Paris, 2001
- القدس، تعاونية النور الأرثوذكسية للنشر والتوزيع، بيروت، 2003
- الأرثوذكسية وأخلاقيات العصر، 2004 (باللغة الروسية)
- هذا العالم لا يكفي، دار النهار، بيروت، 2005
- L’appel de l’esprit: Eglise et société, Kiev, 2006(en russe)
- الروح والعروس 3 أجزاء (الحياة الجديدة، إكليل السنة الجديدة، كلمة حياة)، منشورات مطرانية جبيل والبترون وما يليهما للروم الأرثوذكس، برمانا، 2007
- وجوه غابت: رؤى في الموت، تعاونية النور الأرثوذكسيّة، 2009
- اذكروا كلامي: رؤى في الرعاية، تعاونية النور الأرثوذكسيّة، 2010
- نجاوى، منشورات مطرانية جبيل والبترون وما يليهما للروم الأرثوذكس، برمانا، 2010
- سر الحبّ: في الزواج والعائلة، تعاونية النور الأرثوذكسيّة، 2014
- هذا العالم لا يكفي، الطبعة الثانية، تعاونية النور الأرثوذكسيّة، 2016
- لو حكيت مسرى الطفولة، الطبعة الثالثة، تعاونية النور الأرثوذكسيّة، 2017
- يسوع، سلسلة “شذرات من نور، 1″، تعاونية النور الأرثوذكسيّة، 2017
- نشر مئات من المقالات في “لسان الحال” و “النهار” و”مجلة النور” وصحف ومجلات عربية وأجنبية.[3]